# آلتو بونیتو هایتس (تگزاس)
آلتو بونیتو هایتس (به انگلیسی: Alto Bonito Heights) یک منطقهٔ مسکونی در ایالات متحده آمریکا است که در تگزاس واقع شده‌است. آلتو بونیتو هایتس ۳۴۲ نفر جمعیت دارد.